# مایکل برگ (فیلم‌نامه‌نویس)
مایکل برگ (به انگلیسی: Michael Berg) فیلم‌نامه‌نویس آمریکایی است که بیشتر به خاطر نویسندگی مشترکش در عصر یخبندان برای فاکس قرن بیستم شناخته شده است.

## اوایل زندگی
برگ در دانشگاه راتگرز در نیوجرسی و انستیتوی فیلم آمریکا در لس آنجلس تحصیل کرد.

## فعالیت
اولین موفقیت بزرگ برگ در صنعت سینما، نویسندگی مشترک نیوجرسی ترانپایکس (۱۹۹۹) بود که با بازی کلسی گرمر برای یونیورسال پیکچرز ساخته شد. چند سال بعد، فاکس قرن بیستم او را برای کار بر روی فیلم پویانمایی عصر یخبندان استخدام کرد، جایی که به عنوان یکی از چندین فیلم‌نامه‌نویس این پروژه فعالیت داشت. در سال ۲۰۰۲، عصر یخبندان–با بازی ری رومانو، جان لگویزمائو و دنیس لری به موفقیت بزرگی در گیشه دست یافت، نامزد دریافت جایزه اسکار شد و به یکی از پرفروش‌ترین فیلم‌های پویانمایی تاریخ تبدیل شد.
پس از انتشار عصر یخبندان، برگ فیلمنامه سامرلند (اقتباسی از کتاب مایکل شابون) را برای میرامکس نوشت و روی پروژه‌های مختلفی در یونیورسال، برادران وارنر و رولوشن استودیوز کار کرد. او همچنین در نگارش فیلم پویانمایی ربات‌ها و فیلم لایو اکشن بالاخره رسیدیم؟ مشارکت داشت (هر دو بدون ذکر نام او در تیتراژ). در حال حاضر، برگ در حال کار بر روی اقتباس‌هایی از موش‌های نیمح (بر اساس رمان کلاسیک خانم فریسبی و موش‌های نیمح) و گربه بد (بر اساس مجموعه پرفروش نیک بروئل) برای استودیوی مترو گلدوین میر است.
او همچنین در قسمت‌های بعدی فرنچایز عصر یخبندان از جمله عصر یخبندان: ظهور دایناسورها (۲۰۰۹)، عصر یخبندان: رانش قاره‌ای (۲۰۱۲) و عصر یخبندان: مسیر برخورد (۲۰۱۶) به عنوان یکی از نویسندگان حضور داشت.
برگ برای مجلاتی مانند رزباد و دیتیلز نیز مقاله نوشته است.